# Heteropterys alternifolia
Heteropterys alternifolia é uma espécie de planta do gênero Heteropterys e da família Malpighiaceae. 

## Taxonomia
A espécie foi descrita em 1993 por William Russell Anderson. 
O seguinte sinônimo já foi catalogado:  
- Banisteria alternifolia  Steyerm.

## Forma de vida
É uma espécie terrícola e trepadeira. 

## Descrição
Heteropterys alternifolia é caracterizada pelas folhas alternas a subopostas, raro opostas e lâmina foliar com margem fortemente revoluta.
| Caule                                                                             | Caule                                                                                                  |
| --------------------------------------------------------------------------------- | --- |
| ramo - presença de folha e indumento                                              | frondoso/glabrescente                                                                                  |
| Folha                                                                             | |
| filotaxia e postura da lâmina                                                     | alterna/suboposta                                                                                      |
| pecíolo indumento e glândula                                                      | glabrescente/seríceo/glanduloso no terço médio                                                         |
| lâmina forma, consistência e cor                                                  | cartácea/elíptica/oval/oboval                                                                          |
| base da lâmina forma                                                              | cuneada                                                                                                |
| ápice da lâmina forma                                                             | arredondado/obtuso/apiculado                                                                           |
| lâmina indumento face, tipo e cor                                                 | amba às face/glabrescente/seríceo                                                                      |
| lâmina glândula presença, forma e cor                                             | conspícua/impressa/marginal                                                                            |
| margem da lâmina                                                                  | fortemente revoluta                                                                                    |
| lâmina arquitetura                                                                | plana                                                                                                  |
| Sua inflorescência é                                                              | |
| inflorescência postura                                                            | ereta                                                                                                  |
| bráctea bractéola forma e e glândula                                              | persistente/oval                                                                                       |
| pedicelo desenvolvimento                                                          | pedunculado                                                                                            |
| Flor                                                                              | |
| sépala postura, glândula e indumento                                              | com ápice plano/somente anterior eglandulosa/todo glandulosa/glândula não decurrente/pilosa/ferrugínea |
| pétala tamanho, postura, carena, aromática, unguículo, consistência, cor e margem | reflexa/ereta/sem carena/não odorífera/unguiculada/crassa/amarela/com margem/glandulosa/denticulada    |
| antera postura e indumento                                                        | ereta/glabra                                                                                           |
| estilete tamanho, postura, indumento e ápice                                      | todo do mesmo tamanho/não arqueado/reto/divergente distalmente/glabro/com ápice/arredondado            |

## Conservação
A espécie faz parte da Lista Vermelha das espécies ameaçadas do estado do Espírito Santo, no sudeste do Brasil. A lista foi publicada em 13 de junho de 2005 por intermédio do decreto estadual nº 1.499-R. 

## Distribuição
A espécie é encontrada nos estados brasileiros de Bahia e Espírito Santo. 
A espécie é encontrada no domínio fitogeográfico de Mata Atlântica, em regiões com vegetação de floresta ombrófila pluvial e restinga.